# Шапада-Гауша
Шапада-Гауша (порт. Chapada Gaúcha) — муниципалитет в Бразилии, входит в штат Минас-Жерайс. Составная часть мезорегиона Север штата Минас-Жерайс. Входит в экономико-статистический микрорегион Жануария. Население составляет 9402 человека на 2006 год. Занимает площадь 3214,698 км². Плотность населения — 2,9 чел./км².

## История
Город основан 21 декабря 1995 года. 

## Статистика
- Валовой внутренний продукт на 2003 год составляет 23 943 702,00 реалов (данные: Бразильский институт географии и статистики).
- Валовой внутренний продукт на душу населения на 2003 год составляет 2842,32 реалов (данные: Бразильский институт географии и статистики).
- Индекс развития человеческого потенциала на 2000 год составляет 0,683 (данные: Программа развития ООН).